# Martin Tetsuo Hiraga
brasão
Martin Tetsuo Hiraga (japonêsマルチノ平賀徹夫, Maruchino Hiraga Tetsuo; nascido em 20 de janeiro de 1945 em Hanamaki, Prefeitura de Iwate) é um clérigo japonês e bispo católico romano emérito de Sendai.
Martin Tetsuo Hiraga foi ordenado sacerdote em 16 de setembro de 1974.
Papa Bento XVI nomeou-o Bispo de Sendai em 10 de dezembro de 2005. Foi ordenado bispo pelo Arcebispo de Tóquio, Peter Takeo Okada, em 4 de março de 2006; Os co-consagradores foram Marcellino Taiji Tani, Bispo de Urawa, e Tarcisio Isao Kikuchi SVD, Bispo de Niigata.
Em 18 de março de 2020 o Papa Francisco aceitou a renúncia de Martin Tetsuo Hiraga por motivos de idade.